# 侯良翰
侯良翰，字介夫，河南兰阳人。清朝政治人物、進士出身。

## 生平
順治三年，登進士，任严州推官。顺治十八年由刑部郎中，改广东学政，至康熙六年。其在籍貫購買房產，至今仍命名為“侯家胡同”。